# Jean de La Barrière

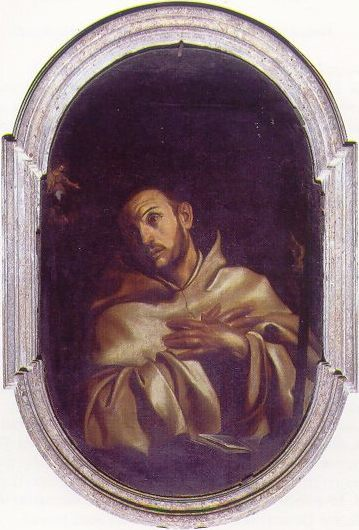
Schilderij van Jean de La Barrière door Andrea Sacchi in de San Bernardo alle Terme van Rome

Jean de La Barrière (Saint-Céré, 29 april 1544 – Rome, 25 april 1600) was een Franse katholieke geestelijke, cisterciënzerabt en stichter van de feuillantenorde.

## Afkomst en opleiding
Jean de La Barrière was het jongste kind van een rijke koopman uit de lagere adel. Nadat hij in 1561 de middelbare school in Bordeaux had afgerond, kocht zijn vader hem de prebende van commendatair abt van de cisterciënzerabdij Notre-Dame-des-Feuillants, ten zuidwesten van Toulouse. Ondertussen studeerde hij in Parijs, waar hij zich liet begeleiden door Arnaud d'Ossat, de latere kardinaal. Hij cultiveerde een ideaal van eenzaamheid en studie, dat hem vaak bij de kartuizers bracht. In 1573 studeerde hij af als baccalaureus in de theologie.

## Monastieke beginjaren
Kort voordien was de godsdienstoorlog tussen hugenoten en katholieken geculmineerd in de Bartholomeusnacht. Als katholiek kwam La Barrière tot de overtuiging dat de ketterij vreedzaam moest worden bestreden door religieuze vernieuwing en boetedoening. Hij testeerde zijn fortuin aan zijn familie en koos voor een monastiek leven. Op 9 mei 1573 kreeg hij het cisterciënzerhabijt uit handen van de abt van Eaunes en vervolgens trok hij naar de abdij van Lombez, waar hij de vier lagere wijdingen ontving en alsook die tot subdiaken. Dit stelde hem in staat de gemeenschap van Feuillant te vervoegen om er het spirituele leven te hervormen. 
De abdij van Feuillant was niet in goede staat, maar lastiger dan het gebrek aan middelen was de grote weerstand onder de monniken tegen de hervormingen die hij wilden doorvoeren, zelfs wanneer deze bevolen waren door het generaal kapittel. Hij schreef dat ze hem belasterden en dat ze hem met vergif en met messen probeerden om het leven te brengen. Aan Arnaud d'Ossat bekende hij dat hij er de brui aan wilde geven en kluizenaar wilde worden in plaats van abt. Maar op aansporing van zijn mentor zette hij door. Op 6 april 1577 werd hij door de bisschop van Lombez tot regulier abt gezegend in de Sainte-Marie la Daurade van Toulouse. Het volgende jaar benoemde het generaal kapittel in Cîteaux hem tot visitator in de regio Toulouse.

## Hervormer
La Barrière streefde naar een ascetisch réveil dat op veel vlakken verder ging dan de aloude Regel van Benedictus. De monnik moesten zwijgen en communicatie beperken tot gebarentaal, barvoets lopen en het hoofd onbedekt laten, 's nachts slapen op de vloer met een houtblok als kussen, lijfstraffen en zelfkastijding ondergaan, knielend eten op de grond en zich onthouden van vlees, vis, eieren, boter, zout en wijn. De maaltijden bestonden uit gerstebrood, havergrutten en gekookte groenten. De slaaptijden waren beperkt tot vier uur per nacht. Overdag moest worden gewerkt, met een sterke nadruk op handenarbeid. Later zouden Rancé en Lestrange gelijkaardige hervormingen nastreven.
De aanwezige monniken pasten voor dit leven, maar de hervormingen trokken ook tientallen nieuwe mensen aan. De faam van Notre-Dame des Feuillants verspreidde zich tot in Parijs en Rome, maar de oversten in Cîteaux remden de beweging af. In 1583 bezocht La Barrière zelf de Franse hoofdstad, waar hij de aandacht trok van de devote koning Hendrik III, die geloofde dat zijn koninkrijk collectieve boetedoening nodig had. Ook stuurde hij in 1585 twee vertegenwoordigers naar paus Sixtus V. Deze steunde La Barrière in mei 1586 met de bul Religiosos viros, die de cisterziënzers verbood tegen de hervorming op te treden. Nog datzelfde jaar stelde de paus de titelkerk Santa Pudenziana ter beschikking van de beweging, waarop La Barrière twintig van zijn monniken stuurde om er een Italiaanse gemeenschap te stichten. Maar de Franse diplomatie wilde de feuillanten losmaken uit de greep van Cîteaux. Sixtus V gaf hen in november 1587 gehoor met de breve Super specula, die het bestaan erkende van de Congregatie van Onze-Lieve-Vrouw van Feuillant, weliswaar nog binnen de cisterciënzerorde, maar met het recht om buiten de hiërarchie om nieuwe vestigingen te stichten.
Nog vóór de breve goed en wel was uitgevaardigd,  betrokken een zestigtal feuillanten al een nieuwe abdij in Parijs: de koninklijke Sint-Bernardusabdij in de Faubourg Saint-Honoré werd hen ter beschikking gesteld door Hendrik III, die geregeld op bezoek kwam. De monniken zetten een koninklijke cultus op die Hendrik opvoerde als een nieuwe David, wat in slechte aarde viel bij de Katholieke Liga, waarvan de leider Hendrik I van Guise de facto de macht had overgenomen. Ook nadat de broers Hendrik en Louis van Guise in december 1588 waren vermoord op last van Hendrik III, bleef La Barrière de royalistische zaak trouw. De politieke spanningen zorgden voor een breuk binnen de feuillanten, want in tegenstelling tot La Barrière koos de Parijse prior Bernard de Montgaillard de kant van de Liga.

## Vlucht naar Bordeaux en schorsing
La Barrière, die in Toulouse zat, was zijn leven niet meer zeker en moest vluchten naar het royalistische Bordeaux. Op 10 juni 1589 werd hij door de Liga uit zijn functie als overste van de congregatie ontheven, maar het gezag van die uitspraak beperkte zich feitelijk tot het Parijse klooster. De overige feuillantenvestigingen (het moederhuis, Muret, Aspet, Bordeaux, Turijn, Rome) bleven zijn gezag erkennen en bekenden zich daarmee eerder tot de royalistische factie. Toen de koning op 3 augustus 1589 werd vermoord, eerde La Barrière hem met een opgemerkte lijkrede in Bordeaux. Naast een politiek had de factiestrijd ook een monastiek aspect: de ligueurs had een meer militante visie die het lijfelijk-penitente aspect wilde verzachten en ook wensten ze zich minder af te scheiden van de cisterciënzerorde om zodoende de hervorming breder te verspreiden.
Om het geschil op te lossen riep paus Sixtus V een buitengewoon generaal kapittel bijeen in Turijn, dat in december 1589 plaatsvond onder het nominale voorzitterschap van La Barrière, maar bijgestaan door de cîteauxvriendelijke kardinaal Girolamo Rusticuccio. Het resultaat was dat La Barrière tot overste voor het leven werd benoemd en dat de observanties meer opschoven in de richting van de cisterciënzers. Het onderliggende politieke geschil bleef feitelijk onopgelost en de ligueurs vroegen onmiddellijk een nieuw generaal kapittel in Rome. La Barrière reisde naar daar maar moest wachten tot de zomer van 1592 vóór de arbitrage door de Heilige Stoel kon plaatsvinden. De nieuwe paus Clemens VIII vertrouwde de zaak toe aan de dominicaanse vicaris Alexandre François, die besliste om zowel La Barrière als Montgaillard van hun functies te ontheffen. La Barrière verloor zijn passieve en actieve stem en werd aan het hoofd van de feuillanten vervangen door Jean Gautheron (dom Jean de Saint-Jérôme).

## Rehabilitatie
Barrière, die onwaardig werd verklaard om een hoge functie op zich te nemen of zichzelf stichter te noemen, en die Rome niet mocht verlaten, aanvaardde zijn lot zonder protest en leidde een heilig leven als eenvoudig monnik in het klooster van Santa Pudenziana. In 1596 besloot een ander generaal kapittel de zaak-Barrière te heropenen bij paus Clemens VIII, maar dat mislukte door het verzet van bisschop Alessandro de Franceschi.
De rehabilitatie kwam er toch toen gravin Caterina de' Nobili erin slaagde kardinaal Roberto Bellarmino voor de zaak te winnen. Hij voerde een gedetailleerd onderzoek uit en overtuigde de paus en het college van kardinalen van Barrières onschuld. In 1599 werd hij plechtig gerehabiliteerd in het klooster van San Bernardo alle Terme, waar hij verbleef. De abtsinsignia (ring, kromstaf, mijter) werden hem gerestitueerd. Bisschop Alessandro de Franceschi moest zich persoonlijk bij hem verontschuldigen (en stierf kort daarna). Een paar maanden later werd ook Barrière ziek en overleed hij in de armen van zijn mentor Arnaud d'Ossat.

## Informele zaligverklaring en verering
Paus Clemens VIII kwam zijn opgebaarde lichaam de laatste eer bewijzen en noemen hem een van de grootste doden van zijn pausschap, samen met Carolus Borromeus en Theresia van Ávila. Hij verklaarde hem zalig per anticipatio, in een tijd waarin er voor het overige weinig procedures waren rond zaligverklaring. Hij kreeg in 1626 een mausoleum in de San Bernardo-abdij van Rome. Andere feuillantenvestigingen kregen eveneens de beschikking over relikwieën: het hart en het hoofd gingen naar de moederabdij in Labastide-Clermont, de voeten naar Parijs en een heupbeen naar Turijn. Tot 1791 werden in Labastide-Clermont het hart en het hoofd elk jaar op de dag van zijn dood ter verering tentoongesteld. Ze werden gered uit de handen van de Franse revolutionairen en in 1810 werden ze ingemetseld in een pijler van de Saint-Serninbasiliek in Toulouse.

## Voetnoten
1. ↑  Pierre 2006, p. 73
2. ↑  Pierre 2006, p. 131